# 금강반야바라밀경 권하
금강반야바라밀경 권하(金剛般若波羅密經 券下)는 충청북도 청주시 상당구 쇠내로에 있는 조선시대의 책이다. 2017년 6월 30일 충청북도의 유형문화재 제370호로 지정되었다.

## 개요
금강반야바라밀경은 대승불교의 소의경전으로 현대에도 많이 읽히는 경전으로 고려시대부터 다양한 판본이 전해지고 있다. 1558년에 황해도 서흥에서 소재한 귀진사에서 개판되었다는 간기가 있어 임진왜란 이전에 간행지와 간행시기를 알 수 있는 고서이다.
규봉(圭峰) 종밀(宗密: 780~841), 육조(六祖) 혜능(惠能) 등의 주석이 첨부되어 있어 조선 초기 이전 판본과 비교되고 현토가 한글로 된 구결이 있으며 임진왜란 이전의 판본으로 사료적 가치가 있다.

## 참고 자료
- 금강반야바라밀경 권하 - 국가유산청 국가유산포털